# Пкиерская башня
 Пкиерская башня  — (чеч. Пкъиера) жилая башня расположена в Итум-Калинском районе, Чеченской Республики, в селении Хильдехарой (хутор Пкиера) датируется XIV—XVI веками.

## Описание
Пкиерская жилая башня располагается в ущелье Хилдехарой, Итум-Калинского района в 14-ти километрах от районного центра Итум-Кале. Башня находится на склоне горы Пкъиер-лам в юго-восточной части хутора, на высоте примерно 2400 метров. Строение прямоугольное, возведена из сланцевого камня на глиняно-известковом растворе. Сооружение направлено стенами по сторонам света. Башня была трёхэтажной, верхняя часть башни разрушена. Межэтажные перекрытия и крыша обвалилась. Пкиерская башня памятник архитектуры и зодчества средних веков, имеет важное значение для изучения исторического материала, который позволит узнать быт и культуру данного высокогорного региона.